# Công viên sông Hán

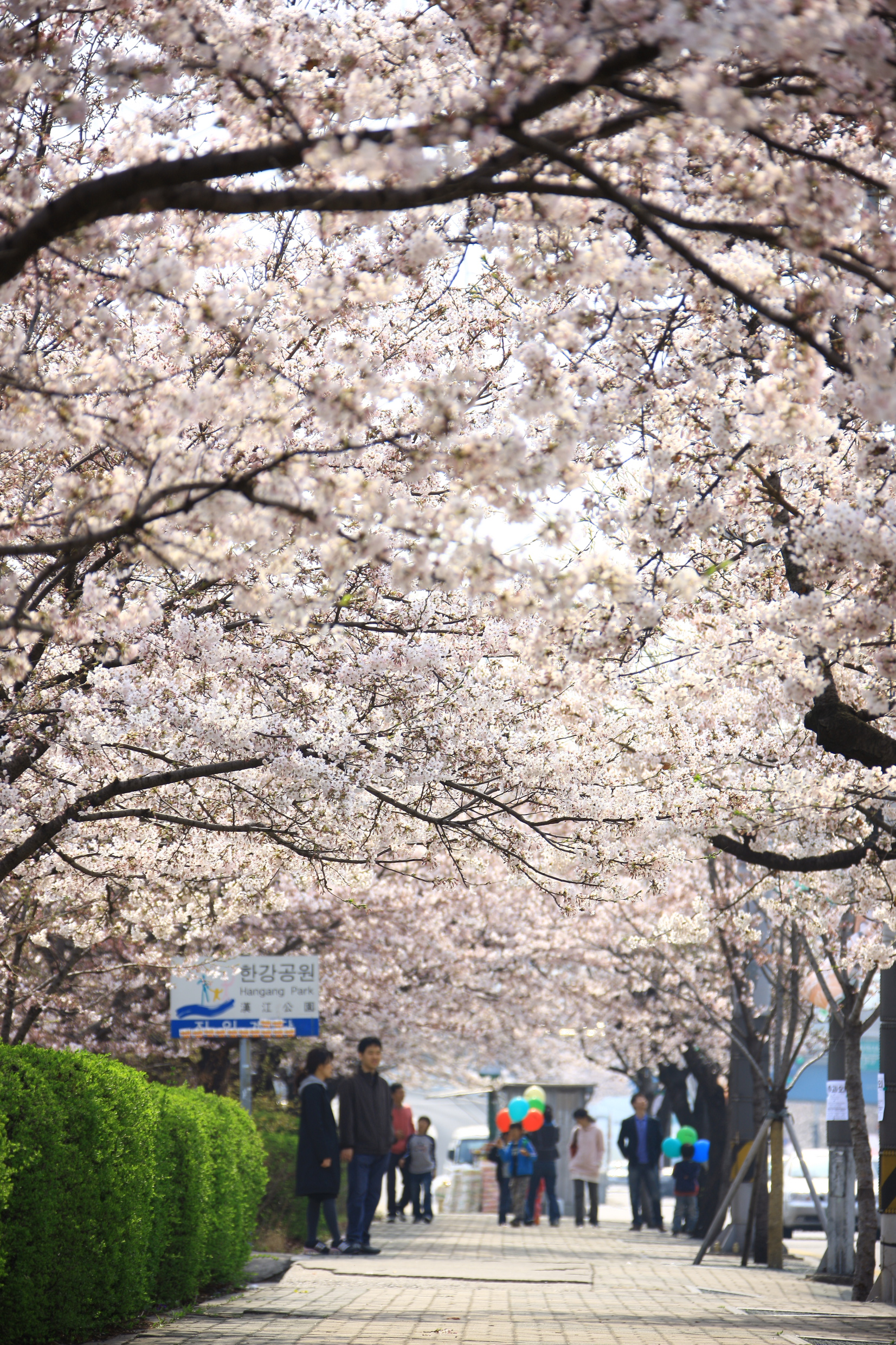
Công viên Yeouido Hangang vào mùa xuân

Công viên sông Hán hay Công viên Hangang (Tiếng Hàn: 한강공원, Hanja: 漢江公園) hay tên gọi chính thức là Công viên công dân Hangang (Tiếng Hàn: 한강시민공원, Hanja: 漢江市民公園) là một công viên được tạo ra với mục tiêu hồi sinh sông Hán thành một dòng sông sạch như trong quá khứ. Được thực hiện từ năm 1982 đến 1986, đoạn sông Hán dài 41,5 km ở Seoul (Hail-dong - Gaehwa-dong) đã bị biến thành sông có độ sâu nước trung bình 2,5m và chiều rộng sông 1 km. Ngoài ra, ven sông còn có công viên nghỉ ngơi dân sinh, sân bóng đá, sân bóng chuyền, sân bóng rổ, hồ bơi, sân bóng cổng, khu thể thao, sân học tự nhiên, khu trượt nước, bến taxi nước, sân du thuyền, sân chèo thuyền, sân câu cá, bãi đậu xe để người dân có thể sử dụng nó như một khu giải trí và nghỉ dưỡng.

## Lịch sử
Công viên Hangang được xây dựng từ năm 1982 đến năm 1986, với sự khởi động của Dự án Phát triển Sông Hangang của chính phủ. Mục tiêu chính của dự án là tạo ra một không gian thân thiện với môi trường mà người dân Seoul, người Hàn Quốc, người nước ngoài và khách du lịch có thể tận hưởng. Trong khi xây dựng Công viên Hangang, một phần của Hangang dài 41,5 km và rộng 39.9 km2  đã biến thành một con sông có độ sâu trung bình 2,5 m và chiều rộng trung bình 1 km.
Năm 2007, Dự án Phục hưng Hangang được triển khai với cùng mục tiêu và sẽ kết thúc vào năm 2030. Dự án sẽ biến Công viên Hangang và các khu vực xung quanh Hangang thành một địa điểm văn hóa, nghệ thuật, giải trí và thành phố ven sông. Chủ đề chính là sáng tạo và phục hồi, và mỗi khu vực công viên được chỉ định một chủ đề đặc biệt sẽ được sử dụng làm cơ sở để phát triển công viên và khu vực xung quanh.

## Khu vực

### Seoul

#### Gangnam
- Công viên Gangseo Hangang
- Công viên Yanghwa Hangang
- Công viên Banpo Hangang nằm giữa cầu Hannam, cầu Dongjak và cầu Banpo. Nó có chiều dài 7,2 km và diện tích của công viên là 567,600m2. Nó là một phần và là kết quả đầu tiên của Dự án phục hưng sông Hàn, một trong những chính sách lớn của Oh Se-hoon, thị trưởng Seoul.[cần dẫn nguồn]
- Công viên Jamwon Hangang
- Công viên Jamsil Hangang
- Công viên Gwangnaru Hangang

#### Gangbuk
- Công viên Nanji Hangang nằm ở Sangam-dong, Mapo-gu, giữa cầu Nanjicheon và cầu Hongjecheon. Nó có chiều dài 4,02 km và diện tích 776,000m2. Công viên là một trong năm công viên tổ chức World Cup để kỷ niệm 2002 FIFA World Cup. Nó được xây dựng với việc bãi bỏ trung tâm rác thải Najido, một bãi rác dọc theo sông Hàn. Sau đó, nó được xây dựng lại như một phần của dự án Phục hưng Hangang, bao gồm một công viên giải trí, một cây cầu kết nối trung tâm với công viên bầu trời và một lối đi kết nối phức hợp.[3]
- Công viên Mangwon Hangang
- Công viên Ichon Hangang
- Công viên Ttukseom Hangang

#### Đảo
- Công viên Seonyudo
- Công viên Yeouido Hangang tọa lạc tại Yeouido. Nó có diện tích 1,487,374m2 và chiều dài 8,4 km. Nó có thể truy cập bằng phương tiện giao thông công cộng như tàu điện ngầm và xe buýt. Nó cũng có nhiều sự kiện khác nhau như Lễ hội hoa mùa xuân Hangang, Lễ hội pháo hoa quốc tế Seoul, các buổi biểu diễn khác nhau và các sự kiện chạy marathon.[cần dẫn nguồn]

### Gyeonggi-do
- Công viên Guri Hangang
- Công viên thể thao Namyangju Hangang
- Công viên Sampae Hangang

## Điểm thu hút khách du lịch

### Đảo Sebitseom
Sebitseom (세빛섬) là một hòn đảo nhân tạo do Chính quyền thành phố Seoul tạo ra vào năm 2006 theo đề xuất của công dân Seoul Kim Pun-sun, và nó nằm trong Công viên Banpo Hangang.

### Cầu Banpo
Cầu Banpo (반포대교) là cây cầu có 6 làn xe với chiều dài 1.490m và rộng 25m, nối Seobinggo-dong, Yongsan-gu và Banpo-dong, Seocho-gu.

### Saetgang
Saetgang (샛강) là con sông giữa Yeouido và đất liền. Ở Saetgang có cầu Saetgang, trông giống như một con sếu.

### Quán cà phê Cafe of Light
Quán cà phê Cafe of Light nằm gần ga Yeouinaru với tầm nhìn toàn cảnh ra công viên Hangang. Đồ uống có sẵn để mua.

## Hoạt động
Một loạt các hoạt động được tiến hành trong công viên trong suốt cả năm.

### Bể bơi
Có bảy bể bơi trong Công viên Hangang. Các bể bơi Nanji, Mangwon, Yeouido, Jamwon, Jamsil, Ttukseom và Gwangnaru thường mở cửa từ tuần thứ ba của tháng Sáu đến tuần đầu tiên của tháng Bảy. Nơi đây mở cửa từ 9:00 đến 19:00 và có thể tránh nóng trên bể bơi gần Seoul nhất. Có hồ bơi dành cho người lớn, thác nước và hồ bơi dành cho trẻ em với độ sâu của nước rất thấp và có thể tìm thấy đài phun nước LED ở một số hồ bơi. Có vòng nước và cầu trượt nước, du khách có thể tận hưởng kỳ nghỉ hè như đang ở trong công viên nước khổng lồ.

### Hoạt động mùa đông
Ở Công viên Hangang, xe trượt tuyết được mở ở Yeouido. Nó mở cửa hàng ngày trong tuần và suốt cả năm. Nó mở cửa từ 9:00 đến 17:00 và không mở cửa từ 12:00 đến 1:00 để tuyết rơi trở lại. Ngoài ra, trong năm 2015, xe đạp mini, xe lắc, xe đạp điện cũng được sản xuất mới nhằm đáp ứng nhu cầu của trẻ em. Ngoài ra, còn có nhiều hoạt động khác như đánh bắt cá và nhảy bungee.

### Khác
Sông Hàn có nguồn lợi thủy sản nên có thể câu cá trừ vùng cấm. Bất cứ ai cũng có thể đánh cá mà không cần tuân thủ các luật liên quan đến việc cấm. Nhiều môn thể thao dưới nước có thể được thực hiện trên sông Hàn bao gồm trượt nước, thuyền máy, du thuyền và du thuyền, và có thể được thực hiện ở hầu hết các công viên trên sông Hàn.

## Các chương trình và lễ hội

### Lễ hội hoa xuân Hangang
Lễ hội hoa xuân Hangang (한강봄꽃축제), còn được gọi là lễ hội hoa xuân Yeouido (여의도봄꽃축제), được tổ chức tại Yeouiseo-ro (여의서로) ở Yeongdeungpo-gu, Seoul, thường vào đầu tháng 4, khi hoa anh đào hoa đang nở rộ. Những cây hoa anh đào trải dài trên Yunju-ro khoảng 6 km. Các loài hoa khác như tảo xoắn, đỗ quyên và forsythias cũng nở rộ. Các sự kiện đặc biệt được chuẩn bị trong Lễ hội hoa mùa xuân Hangang.

### Lễ hội pháo hoa
Lễ hội pháo hoa quốc tế Seoul (서울세계불꽃축제) là sự kiện trình diễn pháo hoa ở Seoul do công ty Hanwha tổ chức. Các quốc gia khác nhau tham gia sự kiện này hàng năm.

### Lễ hội mùa hè Hangang

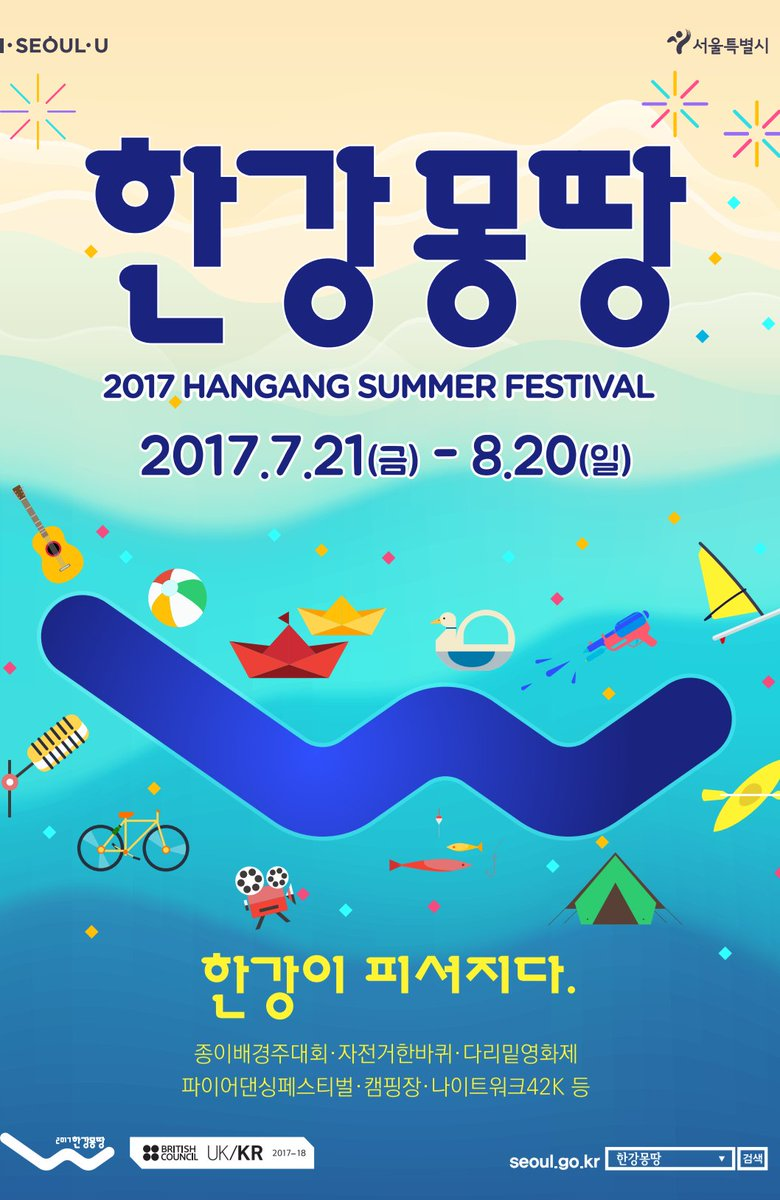
Poster lễ hội mùa hè Hangang 2017

Lễ hội mùa hè Hangang (한강몽땅여름축제) được tổ chức hàng năm vào mùa hè. Các hoạt động dưới nước, rạp xiếc và các trải nghiệm khác được cung cấp. Năm 2017, khoảng 80 chương trình đã được tổ chức trong Lễ hội mùa hè Hangang.

## Nỗ lực bảo tồn Công viên Hangang
Với mục đích bảo tồn Công viên Hangang, Thành phố Seoul quản lý Khu bảo tồn cảnh quan sinh thái, Công viên sinh thái và Đường cá.

### Khu bảo tồn cảnh quan sinh thái
Trong Công viên Hangang, Godeok-dong, Bamseom và Amsa-dong được chỉ định là Khu bảo tồn cảnh quan sinh thái.

### Công viên sinh thái
Trong Công viên Hangang, lạch Yeouido, vùng đất ngập nước Gangseo, bờ sông Godeok, vùng đất ngập nước Nanji và bờ sông Amsa được chỉ định là Công viên sinh thái.

#### Bờ sông Amsa
Có một khu vực bờ sông Amsa (암사둔치) trong công viên. Bờ biển nhân tạo và đường dành cho xe đạp của bờ sông Amsa-dong đã bị phá bỏ và một công viên sinh thái với hoa dại, đường mòn đi bộ, cộng đồng lau sậy và hến được tạo ra để mở rộng môi trường sống của sinh vật và cải thiện tầm nhìn ra quang cảnh.

## Thư viện

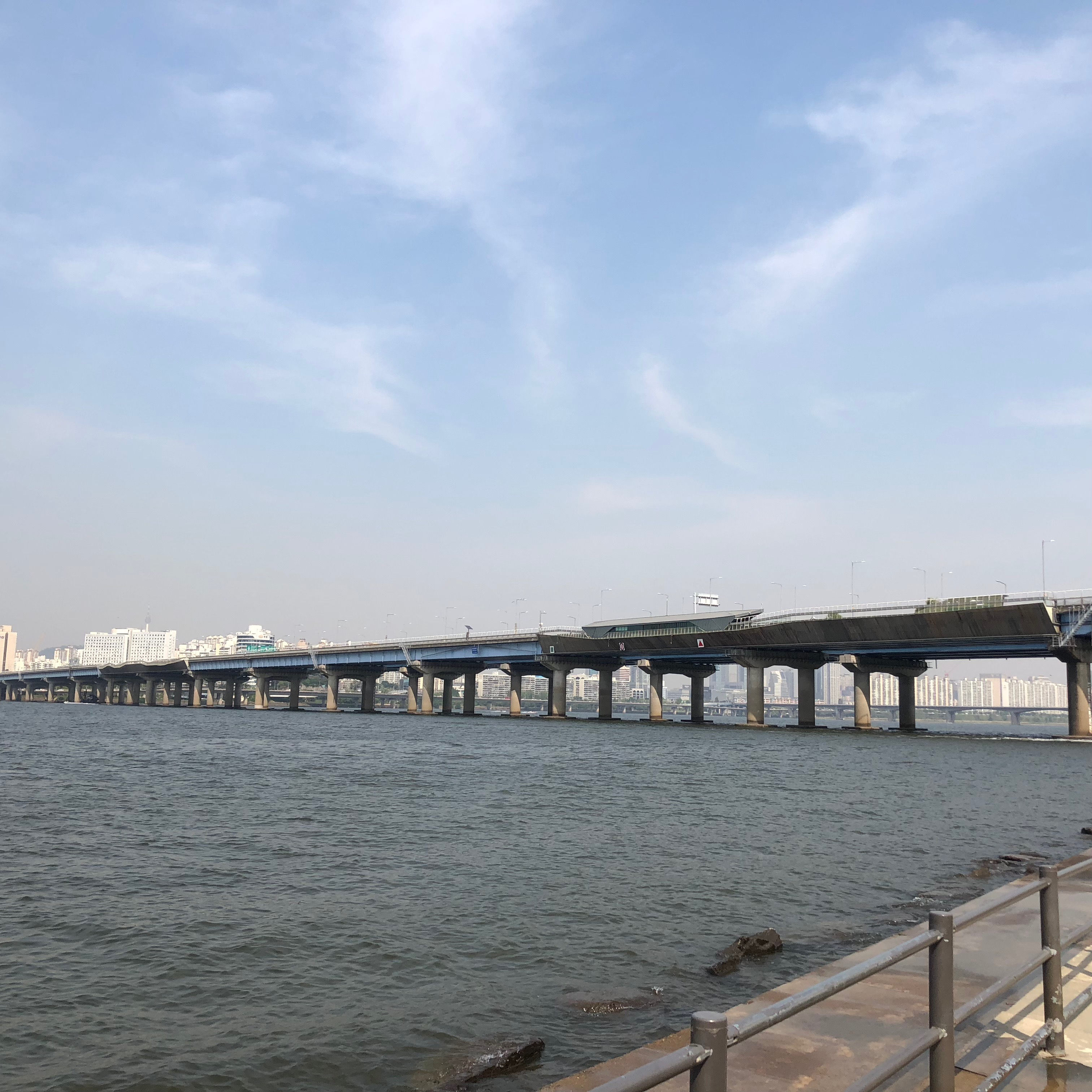
Công viên Yeouido Hangang
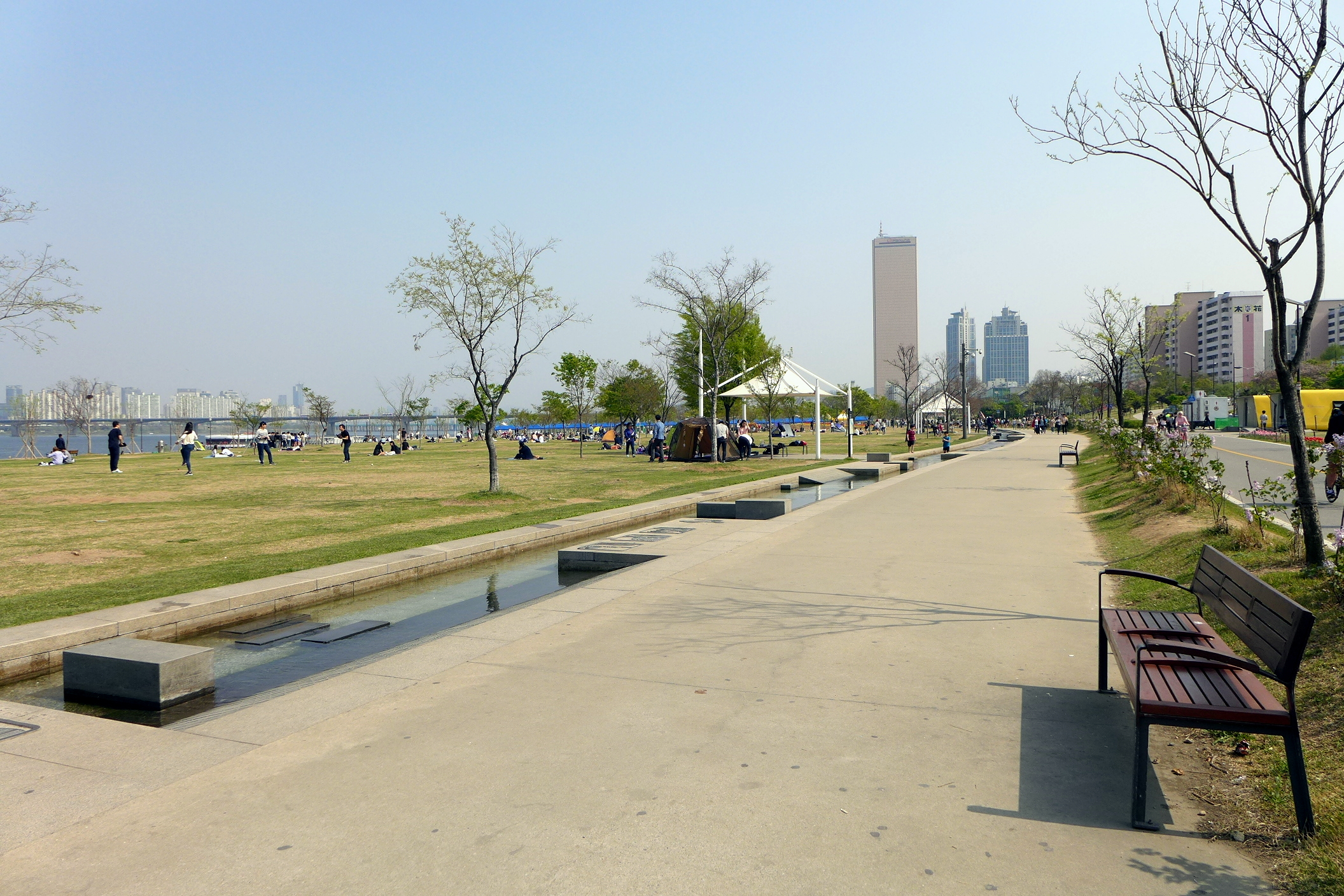
Đặc điểm bãi cỏ và nước ở Công viên Yeouido Hangang
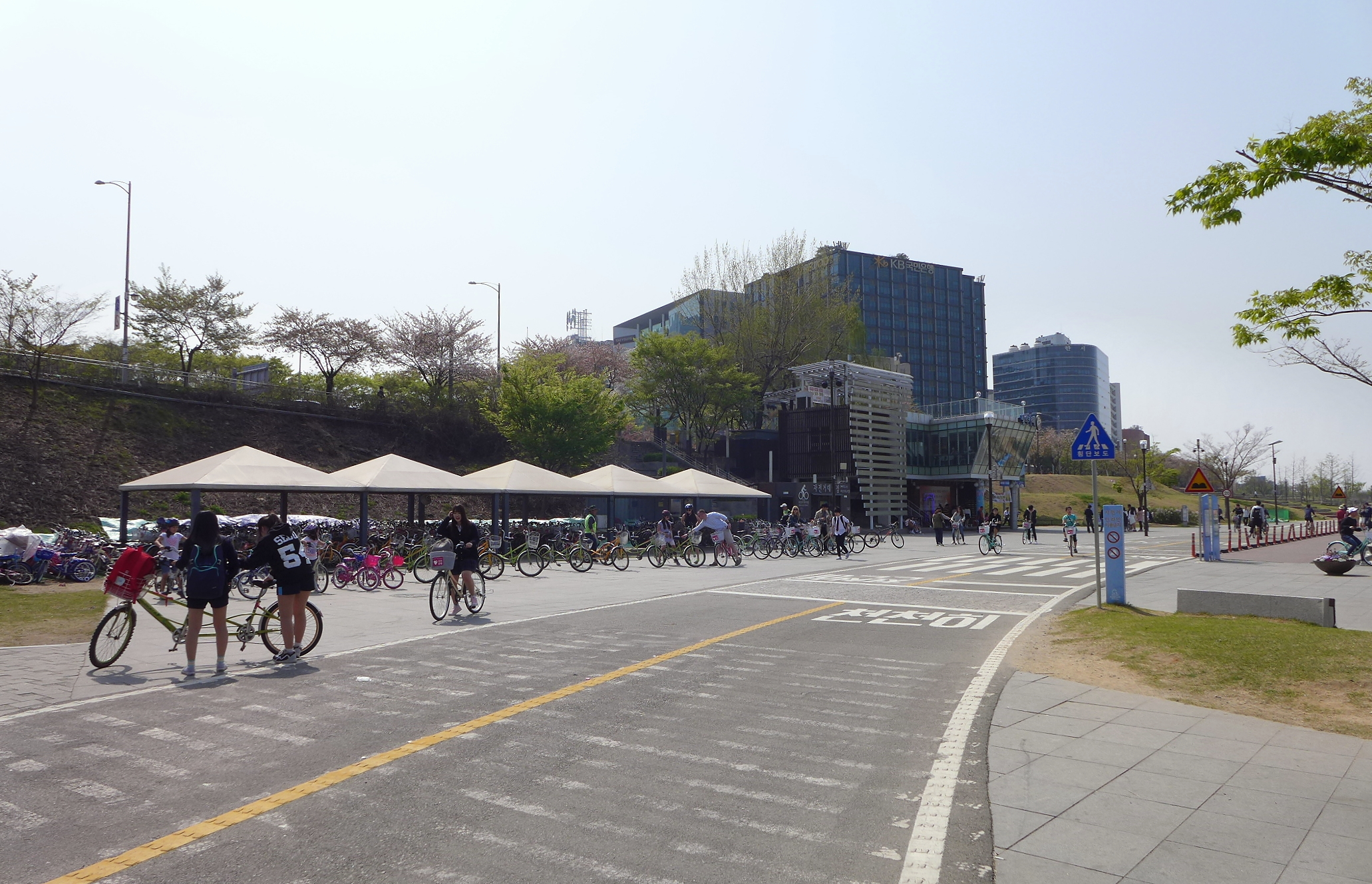
Đường đi xe đạp và nhà hàng ở Công viên Yeouido Hangang
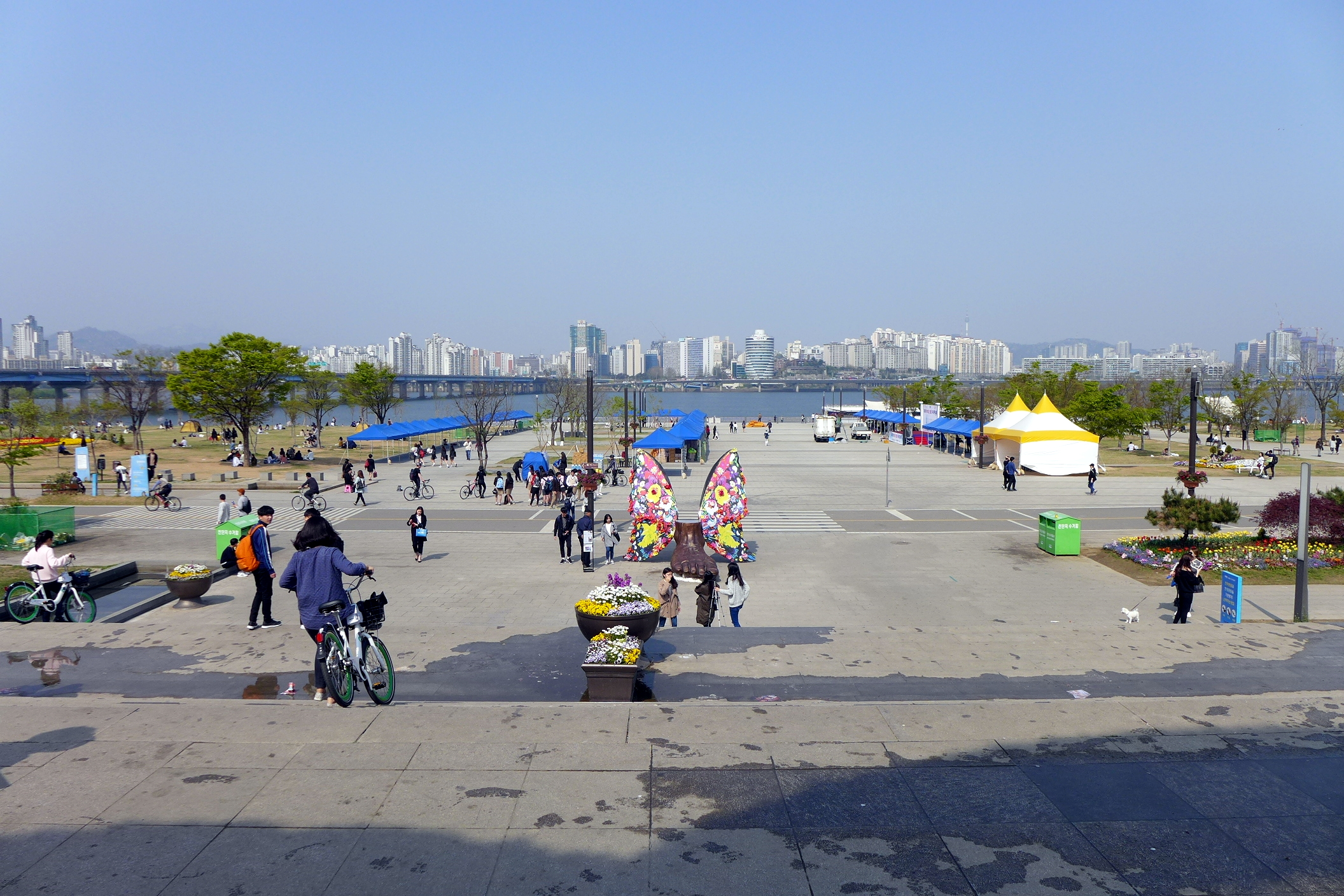
Quảng trường ở Công viên Yeouido Hangang